# Площа Захарова (Севастополь)
Площа генерала Захарова — площа в Нахімовському районі Севастополя, на Північній стороні, біля вершини Північної бухти, у Сухій (Перевозний) балці.

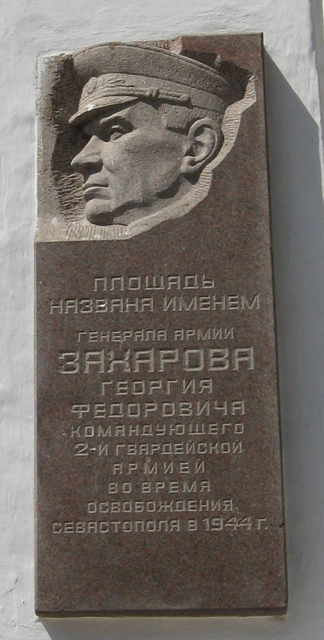
анотаційна дошка

4 листопада 1934 року безіменна площа на Північній стороні була названа на честь Отто Юлійовича Шмідта, керівника експедиції на криголамному пароплаві «Челюскін». 22 грудня 1954 року площа була перейменована в Північну, а 5 травня 1975 року на площу генерала Захарова на честь Георгія Федоровича Захарова, командувача 2-ї гвардійської армії, що відвойовувала Севастополь в 1944 році з півночі.
Площа забудована п'ятиповерховими житловими будинками, цокольні поверхи яких зайняті магазинами, підприємствами сфери послуг є відділення банків і відділення зв'язку. Посередині площі розбитий сквер, зайнятий кіосками речового ринку. Влаштований також продуктовий ринок.
На площі Захарова знаходяться також пасажирські причали «Північна» (офіційна назва причалу — Площа генерала Захарова) і причали поромної переправи. Автобусна станція, з якої вирушають автобуси в напрямку селища Голландія, Радіогорки, Братського кладовища, станції Мекензієві гори, пляжу Учкуївка, Качі, Любимівки та інших частин Севастополя, а також міжміська автобусна станція.